# NGC 7680
NGC 7680 je galaxie v souhvězdí Pegase. Její zdánlivá jasnost je 12,5m a úhlová velikost 1,9′ × 1,9′. Je vzdálená 259 milionů světelných let. Galaxie má malou satelitní galaxii PGC 3088959 magnitudy 16m. Galaxii objevil 2. listopadu 1790 William Herschel.